# Craterocephalus lentiginosus
Craterocephalus lentiginosus é uma espécie de peixe da família Atherinidae.
É endémica da Austrália.